# Stefan Kowalewicz
Stefan Kowalewicz (ur. 1 czerwca 1893 w majątku Wikaryjskie k. Włocławka, zg. na Pawiaku 29 maja 1943) – rolnik rozstrzelany w grupie 600 więźniów, których ciała następnie spalono w ruinach getta warszawskiego.

## Życiorys
Absolwent Wyższej Szkoły Realnej z maturą we Włocławku (1911).
Od 1 kwietnia 1916 był członkiem Polskiej Organizacji Wojskowej ps. „Morus” I Obwodu, 1a Okręgu we Włocławku. Brał udział w rozbrajaniu Niemców. Służył w Legionach Polskich od 1 kwietnia 1917 do 18 lutego 1918 w 1 pułku artylerii i 2 pułku ułanów. Brał czynny udział w wojnie polsko-bolszewickiej w 1920 oraz w obronie Warszawy we wrześniu 1939.
Odznaczony 27 czerwca 1938 Medalem Niepodległości nr 14/20794 przez Prezydenta RP.
Od 1 sierpnia 1918 r. do końca 1941 pracował jako administrator majątku „Dobra Komorów i Sokołów” u Józefa Markowicza z przerwą w latach 1934–36, kiedy to administrował majątek Dłutów pow. Łask.
Ożenił się 2 lutego 1933 z Anną Michalik, z którego to związku 24 kwietnia 1936 urodził się syn Zbigniew Kowalewicz.
W 1941 pomagał grupie 15 żydów z Pruszkowa przez zatrudnianie ich w majątku Komorów. W 1942 podjął pracę w majątku Zambrzyce koło Ostrowi Mazowieckiej, gdzie pomagał miejscowym organizacjom podziemnym. Został oskarżony o sabotaż i w dniu 14 maja 1943 aresztowany przez Gestapo i osadzony na Pawiaku. Tam po 2 tygodniach pobytu dnia 29 maja 1943 rozstrzelany.